# Defensa París
La defensa París és una de les possibles respostes negres a l'obertura italiana. Comença amb els moviments:
1.e4 e5
2.Cf3 Cc6
3.Ac4 d6
Les negres intenten jugar la defensa hongaresa amb un ràpid ...Ag4, lluitant pel control de la casella d4. La línia fou triada per Aleksandr Alekhin a començaments de la seva carrera. El primer cop que el seu ús internacional consta documentat fou el 1846.
|  |

## Línies

### Línia principal: 4.c3
- 4...Ag4 5.d4 De7 6.Ae3 Cf6 7.Db3 Cd8 8.Cbd2 g6 9.dxe5 i les blanques van quedar una mica millor a Löwenfisch-Tóluix, Leningrad 1939 (les negres van guanyar finalment).[1][2][4]
- 4...De7 5.d4 g6 o 5.0-0 g6 és satisfactori per les negres (Alekhin).
- 4...Ae6 era la preferida de Tartakower.

### 4.d4
4... Ag4 (després de 4...exd4 5.Cxd4 Cf6 6.Cc3 les blanques tenen un joc més lliure, d'acord amb Keres; en comptes de 5...Cf6 Evans ha suggerit 5...g6!?) i ara: 
- 5. c3 i ara:
  - 5...Dd7 i les blanques tenen avantatge d'espai tant després de 6.d5 com de 6.Ab5 (Keres), o 6.Ae3 (Evans).[2]
  - 5...Cf6 6.Db3 +/− (Keres).
  - 5...Df6 6.Ae3 Axf3 7.Dxf3 +/= (Keres).
  - 5...De7 transposa a la línia principal.
- 5. h3! i les blanques estan una mica millor,[1] per exemple: 5... Axf3 6. Dxf3 i ara:
  - 6...Cf6 7.d5 (Unzicker).
  - 6...Df6 7.Db3 Cd8 8.dxe5 dxe5 9.Ae3 Ad6 10.Cc3 Ce7 11.Cb5 a6 12.Cxd6 Dxd6 13.0-0 Dc6 14.f4! i les blanques tenen atac a Gavrikov-Vladimirov, URSS 1978 (Unzicker).

### 4.h3
Les blanques eviten la jugada temàtica negra ...Ag4. La resposta 4.h3 porta a línies semblants a la defensa hongaresa, per exemple: 4... Ae7 5. d4 i ara:
- 5...Cf6 6.d5 Cb8 7.Ad3 0-0 8.Ae3 a5 9.g4!? (Keres preferia 9.c4) Ca6 10.Dd2 c6 11.c4 Cd7 12.Cc3 Cdc5 va portar a una partida aguda amb possibilitats igualades a Kupreichik–Podgayets, URSS 1970.[2]
- 5...Cxd4 6.Cxd4 exd4 7.Dh5 g6 8.Dd5 Ae6 9.Dxb7 Cf6 10.Axe6 fxe6 11.Dc6+ Rf7 12.Cd2 Dd7 13.Dc4 c5 14.0-0 d5 = Sax–Ivkov, Amsterdam 1976 (Unzicker).

### 4.Cc3
Això transposa a la partida Maslov–Lutikov, URSS 1963, que va continuar 4...Ag4 5.h3 
Axf3 6.Dxf3 Cf6 7.Ce2 (o 7.d3) +/= (Keres).

## Partida notable
|   | a | b | c | d | e | f | g | h |   |
| 8 | a8 blanques dama · f8 negres alfil · h8 negres torre · a7 negres peó · c7 negres peó · d7 negres rei · g7 negres peó · h7 negres peó · c6 negres cavall · d6 negres peó · e5 negres peó · c4 negres dama · e4 blanques peó · g4 negres alfil · c3 blanques peó · f3 blanques peó · a2 blanques peó · b2 blanques peó · d2 blanques peó · g2 blanques peó · h2 blanques peó · a1 blanques torre · b1 blanques cavall · c1 blanques alfil · e1 blanques rei · h1 blanques torre | a8 blanques dama · f8 negres alfil · h8 negres torre · a7 negres peó · c7 negres peó · d7 negres rei · g7 negres peó · h7 negres peó · c6 negres cavall · d6 negres peó · e5 negres peó · c4 negres dama · e4 blanques peó · g4 negres alfil · c3 blanques peó · f3 blanques peó · a2 blanques peó · b2 blanques peó · d2 blanques peó · g2 blanques peó · h2 blanques peó · a1 blanques torre · b1 blanques cavall · c1 blanques alfil · e1 blanques rei · h1 blanques torre | a8 blanques dama · f8 negres alfil · h8 negres torre · a7 negres peó · c7 negres peó · d7 negres rei · g7 negres peó · h7 negres peó · c6 negres cavall · d6 negres peó · e5 negres peó · c4 negres dama · e4 blanques peó · g4 negres alfil · c3 blanques peó · f3 blanques peó · a2 blanques peó · b2 blanques peó · d2 blanques peó · g2 blanques peó · h2 blanques peó · a1 blanques torre · b1 blanques cavall · c1 blanques alfil · e1 blanques rei · h1 blanques torre | a8 blanques dama · f8 negres alfil · h8 negres torre · a7 negres peó · c7 negres peó · d7 negres rei · g7 negres peó · h7 negres peó · c6 negres cavall · d6 negres peó · e5 negres peó · c4 negres dama · e4 blanques peó · g4 negres alfil · c3 blanques peó · f3 blanques peó · a2 blanques peó · b2 blanques peó · d2 blanques peó · g2 blanques peó · h2 blanques peó · a1 blanques torre · b1 blanques cavall · c1 blanques alfil · e1 blanques rei · h1 blanques torre | a8 blanques dama · f8 negres alfil · h8 negres torre · a7 negres peó · c7 negres peó · d7 negres rei · g7 negres peó · h7 negres peó · c6 negres cavall · d6 negres peó · e5 negres peó · c4 negres dama · e4 blanques peó · g4 negres alfil · c3 blanques peó · f3 blanques peó · a2 blanques peó · b2 blanques peó · d2 blanques peó · g2 blanques peó · h2 blanques peó · a1 blanques torre · b1 blanques cavall · c1 blanques alfil · e1 blanques rei · h1 blanques torre | a8 blanques dama · f8 negres alfil · h8 negres torre · a7 negres peó · c7 negres peó · d7 negres rei · g7 negres peó · h7 negres peó · c6 negres cavall · d6 negres peó · e5 negres peó · c4 negres dama · e4 blanques peó · g4 negres alfil · c3 blanques peó · f3 blanques peó · a2 blanques peó · b2 blanques peó · d2 blanques peó · g2 blanques peó · h2 blanques peó · a1 blanques torre · b1 blanques cavall · c1 blanques alfil · e1 blanques rei · h1 blanques torre | a8 blanques dama · f8 negres alfil · h8 negres torre · a7 negres peó · c7 negres peó · d7 negres rei · g7 negres peó · h7 negres peó · c6 negres cavall · d6 negres peó · e5 negres peó · c4 negres dama · e4 blanques peó · g4 negres alfil · c3 blanques peó · f3 blanques peó · a2 blanques peó · b2 blanques peó · d2 blanques peó · g2 blanques peó · h2 blanques peó · a1 blanques torre · b1 blanques cavall · c1 blanques alfil · e1 blanques rei · h1 blanques torre | a8 blanques dama · f8 negres alfil · h8 negres torre · a7 negres peó · c7 negres peó · d7 negres rei · g7 negres peó · h7 negres peó · c6 negres cavall · d6 negres peó · e5 negres peó · c4 negres dama · e4 blanques peó · g4 negres alfil · c3 blanques peó · f3 blanques peó · a2 blanques peó · b2 blanques peó · d2 blanques peó · g2 blanques peó · h2 blanques peó · a1 blanques torre · b1 blanques cavall · c1 blanques alfil · e1 blanques rei · h1 blanques torre | 8 |
| 7 | a8 blanques dama · f8 negres alfil · h8 negres torre · a7 negres peó · c7 negres peó · d7 negres rei · g7 negres peó · h7 negres peó · c6 negres cavall · d6 negres peó · e5 negres peó · c4 negres dama · e4 blanques peó · g4 negres alfil · c3 blanques peó · f3 blanques peó · a2 blanques peó · b2 blanques peó · d2 blanques peó · g2 blanques peó · h2 blanques peó · a1 blanques torre · b1 blanques cavall · c1 blanques alfil · e1 blanques rei · h1 blanques torre | a8 blanques dama · f8 negres alfil · h8 negres torre · a7 negres peó · c7 negres peó · d7 negres rei · g7 negres peó · h7 negres peó · c6 negres cavall · d6 negres peó · e5 negres peó · c4 negres dama · e4 blanques peó · g4 negres alfil · c3 blanques peó · f3 blanques peó · a2 blanques peó · b2 blanques peó · d2 blanques peó · g2 blanques peó · h2 blanques peó · a1 blanques torre · b1 blanques cavall · c1 blanques alfil · e1 blanques rei · h1 blanques torre | a8 blanques dama · f8 negres alfil · h8 negres torre · a7 negres peó · c7 negres peó · d7 negres rei · g7 negres peó · h7 negres peó · c6 negres cavall · d6 negres peó · e5 negres peó · c4 negres dama · e4 blanques peó · g4 negres alfil · c3 blanques peó · f3 blanques peó · a2 blanques peó · b2 blanques peó · d2 blanques peó · g2 blanques peó · h2 blanques peó · a1 blanques torre · b1 blanques cavall · c1 blanques alfil · e1 blanques rei · h1 blanques torre | a8 blanques dama · f8 negres alfil · h8 negres torre · a7 negres peó · c7 negres peó · d7 negres rei · g7 negres peó · h7 negres peó · c6 negres cavall · d6 negres peó · e5 negres peó · c4 negres dama · e4 blanques peó · g4 negres alfil · c3 blanques peó · f3 blanques peó · a2 blanques peó · b2 blanques peó · d2 blanques peó · g2 blanques peó · h2 blanques peó · a1 blanques torre · b1 blanques cavall · c1 blanques alfil · e1 blanques rei · h1 blanques torre | a8 blanques dama · f8 negres alfil · h8 negres torre · a7 negres peó · c7 negres peó · d7 negres rei · g7 negres peó · h7 negres peó · c6 negres cavall · d6 negres peó · e5 negres peó · c4 negres dama · e4 blanques peó · g4 negres alfil · c3 blanques peó · f3 blanques peó · a2 blanques peó · b2 blanques peó · d2 blanques peó · g2 blanques peó · h2 blanques peó · a1 blanques torre · b1 blanques cavall · c1 blanques alfil · e1 blanques rei · h1 blanques torre | a8 blanques dama · f8 negres alfil · h8 negres torre · a7 negres peó · c7 negres peó · d7 negres rei · g7 negres peó · h7 negres peó · c6 negres cavall · d6 negres peó · e5 negres peó · c4 negres dama · e4 blanques peó · g4 negres alfil · c3 blanques peó · f3 blanques peó · a2 blanques peó · b2 blanques peó · d2 blanques peó · g2 blanques peó · h2 blanques peó · a1 blanques torre · b1 blanques cavall · c1 blanques alfil · e1 blanques rei · h1 blanques torre | a8 blanques dama · f8 negres alfil · h8 negres torre · a7 negres peó · c7 negres peó · d7 negres rei · g7 negres peó · h7 negres peó · c6 negres cavall · d6 negres peó · e5 negres peó · c4 negres dama · e4 blanques peó · g4 negres alfil · c3 blanques peó · f3 blanques peó · a2 blanques peó · b2 blanques peó · d2 blanques peó · g2 blanques peó · h2 blanques peó · a1 blanques torre · b1 blanques cavall · c1 blanques alfil · e1 blanques rei · h1 blanques torre | a8 blanques dama · f8 negres alfil · h8 negres torre · a7 negres peó · c7 negres peó · d7 negres rei · g7 negres peó · h7 negres peó · c6 negres cavall · d6 negres peó · e5 negres peó · c4 negres dama · e4 blanques peó · g4 negres alfil · c3 blanques peó · f3 blanques peó · a2 blanques peó · b2 blanques peó · d2 blanques peó · g2 blanques peó · h2 blanques peó · a1 blanques torre · b1 blanques cavall · c1 blanques alfil · e1 blanques rei · h1 blanques torre | 7 |
| 6 | a8 blanques dama · f8 negres alfil · h8 negres torre · a7 negres peó · c7 negres peó · d7 negres rei · g7 negres peó · h7 negres peó · c6 negres cavall · d6 negres peó · e5 negres peó · c4 negres dama · e4 blanques peó · g4 negres alfil · c3 blanques peó · f3 blanques peó · a2 blanques peó · b2 blanques peó · d2 blanques peó · g2 blanques peó · h2 blanques peó · a1 blanques torre · b1 blanques cavall · c1 blanques alfil · e1 blanques rei · h1 blanques torre | a8 blanques dama · f8 negres alfil · h8 negres torre · a7 negres peó · c7 negres peó · d7 negres rei · g7 negres peó · h7 negres peó · c6 negres cavall · d6 negres peó · e5 negres peó · c4 negres dama · e4 blanques peó · g4 negres alfil · c3 blanques peó · f3 blanques peó · a2 blanques peó · b2 blanques peó · d2 blanques peó · g2 blanques peó · h2 blanques peó · a1 blanques torre · b1 blanques cavall · c1 blanques alfil · e1 blanques rei · h1 blanques torre | a8 blanques dama · f8 negres alfil · h8 negres torre · a7 negres peó · c7 negres peó · d7 negres rei · g7 negres peó · h7 negres peó · c6 negres cavall · d6 negres peó · e5 negres peó · c4 negres dama · e4 blanques peó · g4 negres alfil · c3 blanques peó · f3 blanques peó · a2 blanques peó · b2 blanques peó · d2 blanques peó · g2 blanques peó · h2 blanques peó · a1 blanques torre · b1 blanques cavall · c1 blanques alfil · e1 blanques rei · h1 blanques torre | a8 blanques dama · f8 negres alfil · h8 negres torre · a7 negres peó · c7 negres peó · d7 negres rei · g7 negres peó · h7 negres peó · c6 negres cavall · d6 negres peó · e5 negres peó · c4 negres dama · e4 blanques peó · g4 negres alfil · c3 blanques peó · f3 blanques peó · a2 blanques peó · b2 blanques peó · d2 blanques peó · g2 blanques peó · h2 blanques peó · a1 blanques torre · b1 blanques cavall · c1 blanques alfil · e1 blanques rei · h1 blanques torre | a8 blanques dama · f8 negres alfil · h8 negres torre · a7 negres peó · c7 negres peó · d7 negres rei · g7 negres peó · h7 negres peó · c6 negres cavall · d6 negres peó · e5 negres peó · c4 negres dama · e4 blanques peó · g4 negres alfil · c3 blanques peó · f3 blanques peó · a2 blanques peó · b2 blanques peó · d2 blanques peó · g2 blanques peó · h2 blanques peó · a1 blanques torre · b1 blanques cavall · c1 blanques alfil · e1 blanques rei · h1 blanques torre | a8 blanques dama · f8 negres alfil · h8 negres torre · a7 negres peó · c7 negres peó · d7 negres rei · g7 negres peó · h7 negres peó · c6 negres cavall · d6 negres peó · e5 negres peó · c4 negres dama · e4 blanques peó · g4 negres alfil · c3 blanques peó · f3 blanques peó · a2 blanques peó · b2 blanques peó · d2 blanques peó · g2 blanques peó · h2 blanques peó · a1 blanques torre · b1 blanques cavall · c1 blanques alfil · e1 blanques rei · h1 blanques torre | a8 blanques dama · f8 negres alfil · h8 negres torre · a7 negres peó · c7 negres peó · d7 negres rei · g7 negres peó · h7 negres peó · c6 negres cavall · d6 negres peó · e5 negres peó · c4 negres dama · e4 blanques peó · g4 negres alfil · c3 blanques peó · f3 blanques peó · a2 blanques peó · b2 blanques peó · d2 blanques peó · g2 blanques peó · h2 blanques peó · a1 blanques torre · b1 blanques cavall · c1 blanques alfil · e1 blanques rei · h1 blanques torre | a8 blanques dama · f8 negres alfil · h8 negres torre · a7 negres peó · c7 negres peó · d7 negres rei · g7 negres peó · h7 negres peó · c6 negres cavall · d6 negres peó · e5 negres peó · c4 negres dama · e4 blanques peó · g4 negres alfil · c3 blanques peó · f3 blanques peó · a2 blanques peó · b2 blanques peó · d2 blanques peó · g2 blanques peó · h2 blanques peó · a1 blanques torre · b1 blanques cavall · c1 blanques alfil · e1 blanques rei · h1 blanques torre | 6 |
| 5 | a8 blanques dama · f8 negres alfil · h8 negres torre · a7 negres peó · c7 negres peó · d7 negres rei · g7 negres peó · h7 negres peó · c6 negres cavall · d6 negres peó · e5 negres peó · c4 negres dama · e4 blanques peó · g4 negres alfil · c3 blanques peó · f3 blanques peó · a2 blanques peó · b2 blanques peó · d2 blanques peó · g2 blanques peó · h2 blanques peó · a1 blanques torre · b1 blanques cavall · c1 blanques alfil · e1 blanques rei · h1 blanques torre | a8 blanques dama · f8 negres alfil · h8 negres torre · a7 negres peó · c7 negres peó · d7 negres rei · g7 negres peó · h7 negres peó · c6 negres cavall · d6 negres peó · e5 negres peó · c4 negres dama · e4 blanques peó · g4 negres alfil · c3 blanques peó · f3 blanques peó · a2 blanques peó · b2 blanques peó · d2 blanques peó · g2 blanques peó · h2 blanques peó · a1 blanques torre · b1 blanques cavall · c1 blanques alfil · e1 blanques rei · h1 blanques torre | a8 blanques dama · f8 negres alfil · h8 negres torre · a7 negres peó · c7 negres peó · d7 negres rei · g7 negres peó · h7 negres peó · c6 negres cavall · d6 negres peó · e5 negres peó · c4 negres dama · e4 blanques peó · g4 negres alfil · c3 blanques peó · f3 blanques peó · a2 blanques peó · b2 blanques peó · d2 blanques peó · g2 blanques peó · h2 blanques peó · a1 blanques torre · b1 blanques cavall · c1 blanques alfil · e1 blanques rei · h1 blanques torre | a8 blanques dama · f8 negres alfil · h8 negres torre · a7 negres peó · c7 negres peó · d7 negres rei · g7 negres peó · h7 negres peó · c6 negres cavall · d6 negres peó · e5 negres peó · c4 negres dama · e4 blanques peó · g4 negres alfil · c3 blanques peó · f3 blanques peó · a2 blanques peó · b2 blanques peó · d2 blanques peó · g2 blanques peó · h2 blanques peó · a1 blanques torre · b1 blanques cavall · c1 blanques alfil · e1 blanques rei · h1 blanques torre | a8 blanques dama · f8 negres alfil · h8 negres torre · a7 negres peó · c7 negres peó · d7 negres rei · g7 negres peó · h7 negres peó · c6 negres cavall · d6 negres peó · e5 negres peó · c4 negres dama · e4 blanques peó · g4 negres alfil · c3 blanques peó · f3 blanques peó · a2 blanques peó · b2 blanques peó · d2 blanques peó · g2 blanques peó · h2 blanques peó · a1 blanques torre · b1 blanques cavall · c1 blanques alfil · e1 blanques rei · h1 blanques torre | a8 blanques dama · f8 negres alfil · h8 negres torre · a7 negres peó · c7 negres peó · d7 negres rei · g7 negres peó · h7 negres peó · c6 negres cavall · d6 negres peó · e5 negres peó · c4 negres dama · e4 blanques peó · g4 negres alfil · c3 blanques peó · f3 blanques peó · a2 blanques peó · b2 blanques peó · d2 blanques peó · g2 blanques peó · h2 blanques peó · a1 blanques torre · b1 blanques cavall · c1 blanques alfil · e1 blanques rei · h1 blanques torre | a8 blanques dama · f8 negres alfil · h8 negres torre · a7 negres peó · c7 negres peó · d7 negres rei · g7 negres peó · h7 negres peó · c6 negres cavall · d6 negres peó · e5 negres peó · c4 negres dama · e4 blanques peó · g4 negres alfil · c3 blanques peó · f3 blanques peó · a2 blanques peó · b2 blanques peó · d2 blanques peó · g2 blanques peó · h2 blanques peó · a1 blanques torre · b1 blanques cavall · c1 blanques alfil · e1 blanques rei · h1 blanques torre | a8 blanques dama · f8 negres alfil · h8 negres torre · a7 negres peó · c7 negres peó · d7 negres rei · g7 negres peó · h7 negres peó · c6 negres cavall · d6 negres peó · e5 negres peó · c4 negres dama · e4 blanques peó · g4 negres alfil · c3 blanques peó · f3 blanques peó · a2 blanques peó · b2 blanques peó · d2 blanques peó · g2 blanques peó · h2 blanques peó · a1 blanques torre · b1 blanques cavall · c1 blanques alfil · e1 blanques rei · h1 blanques torre | 5 |
| 4 | a8 blanques dama · f8 negres alfil · h8 negres torre · a7 negres peó · c7 negres peó · d7 negres rei · g7 negres peó · h7 negres peó · c6 negres cavall · d6 negres peó · e5 negres peó · c4 negres dama · e4 blanques peó · g4 negres alfil · c3 blanques peó · f3 blanques peó · a2 blanques peó · b2 blanques peó · d2 blanques peó · g2 blanques peó · h2 blanques peó · a1 blanques torre · b1 blanques cavall · c1 blanques alfil · e1 blanques rei · h1 blanques torre | a8 blanques dama · f8 negres alfil · h8 negres torre · a7 negres peó · c7 negres peó · d7 negres rei · g7 negres peó · h7 negres peó · c6 negres cavall · d6 negres peó · e5 negres peó · c4 negres dama · e4 blanques peó · g4 negres alfil · c3 blanques peó · f3 blanques peó · a2 blanques peó · b2 blanques peó · d2 blanques peó · g2 blanques peó · h2 blanques peó · a1 blanques torre · b1 blanques cavall · c1 blanques alfil · e1 blanques rei · h1 blanques torre | a8 blanques dama · f8 negres alfil · h8 negres torre · a7 negres peó · c7 negres peó · d7 negres rei · g7 negres peó · h7 negres peó · c6 negres cavall · d6 negres peó · e5 negres peó · c4 negres dama · e4 blanques peó · g4 negres alfil · c3 blanques peó · f3 blanques peó · a2 blanques peó · b2 blanques peó · d2 blanques peó · g2 blanques peó · h2 blanques peó · a1 blanques torre · b1 blanques cavall · c1 blanques alfil · e1 blanques rei · h1 blanques torre | a8 blanques dama · f8 negres alfil · h8 negres torre · a7 negres peó · c7 negres peó · d7 negres rei · g7 negres peó · h7 negres peó · c6 negres cavall · d6 negres peó · e5 negres peó · c4 negres dama · e4 blanques peó · g4 negres alfil · c3 blanques peó · f3 blanques peó · a2 blanques peó · b2 blanques peó · d2 blanques peó · g2 blanques peó · h2 blanques peó · a1 blanques torre · b1 blanques cavall · c1 blanques alfil · e1 blanques rei · h1 blanques torre | a8 blanques dama · f8 negres alfil · h8 negres torre · a7 negres peó · c7 negres peó · d7 negres rei · g7 negres peó · h7 negres peó · c6 negres cavall · d6 negres peó · e5 negres peó · c4 negres dama · e4 blanques peó · g4 negres alfil · c3 blanques peó · f3 blanques peó · a2 blanques peó · b2 blanques peó · d2 blanques peó · g2 blanques peó · h2 blanques peó · a1 blanques torre · b1 blanques cavall · c1 blanques alfil · e1 blanques rei · h1 blanques torre | a8 blanques dama · f8 negres alfil · h8 negres torre · a7 negres peó · c7 negres peó · d7 negres rei · g7 negres peó · h7 negres peó · c6 negres cavall · d6 negres peó · e5 negres peó · c4 negres dama · e4 blanques peó · g4 negres alfil · c3 blanques peó · f3 blanques peó · a2 blanques peó · b2 blanques peó · d2 blanques peó · g2 blanques peó · h2 blanques peó · a1 blanques torre · b1 blanques cavall · c1 blanques alfil · e1 blanques rei · h1 blanques torre | a8 blanques dama · f8 negres alfil · h8 negres torre · a7 negres peó · c7 negres peó · d7 negres rei · g7 negres peó · h7 negres peó · c6 negres cavall · d6 negres peó · e5 negres peó · c4 negres dama · e4 blanques peó · g4 negres alfil · c3 blanques peó · f3 blanques peó · a2 blanques peó · b2 blanques peó · d2 blanques peó · g2 blanques peó · h2 blanques peó · a1 blanques torre · b1 blanques cavall · c1 blanques alfil · e1 blanques rei · h1 blanques torre | a8 blanques dama · f8 negres alfil · h8 negres torre · a7 negres peó · c7 negres peó · d7 negres rei · g7 negres peó · h7 negres peó · c6 negres cavall · d6 negres peó · e5 negres peó · c4 negres dama · e4 blanques peó · g4 negres alfil · c3 blanques peó · f3 blanques peó · a2 blanques peó · b2 blanques peó · d2 blanques peó · g2 blanques peó · h2 blanques peó · a1 blanques torre · b1 blanques cavall · c1 blanques alfil · e1 blanques rei · h1 blanques torre | 4 |
| 3 | a8 blanques dama · f8 negres alfil · h8 negres torre · a7 negres peó · c7 negres peó · d7 negres rei · g7 negres peó · h7 negres peó · c6 negres cavall · d6 negres peó · e5 negres peó · c4 negres dama · e4 blanques peó · g4 negres alfil · c3 blanques peó · f3 blanques peó · a2 blanques peó · b2 blanques peó · d2 blanques peó · g2 blanques peó · h2 blanques peó · a1 blanques torre · b1 blanques cavall · c1 blanques alfil · e1 blanques rei · h1 blanques torre | a8 blanques dama · f8 negres alfil · h8 negres torre · a7 negres peó · c7 negres peó · d7 negres rei · g7 negres peó · h7 negres peó · c6 negres cavall · d6 negres peó · e5 negres peó · c4 negres dama · e4 blanques peó · g4 negres alfil · c3 blanques peó · f3 blanques peó · a2 blanques peó · b2 blanques peó · d2 blanques peó · g2 blanques peó · h2 blanques peó · a1 blanques torre · b1 blanques cavall · c1 blanques alfil · e1 blanques rei · h1 blanques torre | a8 blanques dama · f8 negres alfil · h8 negres torre · a7 negres peó · c7 negres peó · d7 negres rei · g7 negres peó · h7 negres peó · c6 negres cavall · d6 negres peó · e5 negres peó · c4 negres dama · e4 blanques peó · g4 negres alfil · c3 blanques peó · f3 blanques peó · a2 blanques peó · b2 blanques peó · d2 blanques peó · g2 blanques peó · h2 blanques peó · a1 blanques torre · b1 blanques cavall · c1 blanques alfil · e1 blanques rei · h1 blanques torre | a8 blanques dama · f8 negres alfil · h8 negres torre · a7 negres peó · c7 negres peó · d7 negres rei · g7 negres peó · h7 negres peó · c6 negres cavall · d6 negres peó · e5 negres peó · c4 negres dama · e4 blanques peó · g4 negres alfil · c3 blanques peó · f3 blanques peó · a2 blanques peó · b2 blanques peó · d2 blanques peó · g2 blanques peó · h2 blanques peó · a1 blanques torre · b1 blanques cavall · c1 blanques alfil · e1 blanques rei · h1 blanques torre | a8 blanques dama · f8 negres alfil · h8 negres torre · a7 negres peó · c7 negres peó · d7 negres rei · g7 negres peó · h7 negres peó · c6 negres cavall · d6 negres peó · e5 negres peó · c4 negres dama · e4 blanques peó · g4 negres alfil · c3 blanques peó · f3 blanques peó · a2 blanques peó · b2 blanques peó · d2 blanques peó · g2 blanques peó · h2 blanques peó · a1 blanques torre · b1 blanques cavall · c1 blanques alfil · e1 blanques rei · h1 blanques torre | a8 blanques dama · f8 negres alfil · h8 negres torre · a7 negres peó · c7 negres peó · d7 negres rei · g7 negres peó · h7 negres peó · c6 negres cavall · d6 negres peó · e5 negres peó · c4 negres dama · e4 blanques peó · g4 negres alfil · c3 blanques peó · f3 blanques peó · a2 blanques peó · b2 blanques peó · d2 blanques peó · g2 blanques peó · h2 blanques peó · a1 blanques torre · b1 blanques cavall · c1 blanques alfil · e1 blanques rei · h1 blanques torre | a8 blanques dama · f8 negres alfil · h8 negres torre · a7 negres peó · c7 negres peó · d7 negres rei · g7 negres peó · h7 negres peó · c6 negres cavall · d6 negres peó · e5 negres peó · c4 negres dama · e4 blanques peó · g4 negres alfil · c3 blanques peó · f3 blanques peó · a2 blanques peó · b2 blanques peó · d2 blanques peó · g2 blanques peó · h2 blanques peó · a1 blanques torre · b1 blanques cavall · c1 blanques alfil · e1 blanques rei · h1 blanques torre | a8 blanques dama · f8 negres alfil · h8 negres torre · a7 negres peó · c7 negres peó · d7 negres rei · g7 negres peó · h7 negres peó · c6 negres cavall · d6 negres peó · e5 negres peó · c4 negres dama · e4 blanques peó · g4 negres alfil · c3 blanques peó · f3 blanques peó · a2 blanques peó · b2 blanques peó · d2 blanques peó · g2 blanques peó · h2 blanques peó · a1 blanques torre · b1 blanques cavall · c1 blanques alfil · e1 blanques rei · h1 blanques torre | 3 |
| 2 | a8 blanques dama · f8 negres alfil · h8 negres torre · a7 negres peó · c7 negres peó · d7 negres rei · g7 negres peó · h7 negres peó · c6 negres cavall · d6 negres peó · e5 negres peó · c4 negres dama · e4 blanques peó · g4 negres alfil · c3 blanques peó · f3 blanques peó · a2 blanques peó · b2 blanques peó · d2 blanques peó · g2 blanques peó · h2 blanques peó · a1 blanques torre · b1 blanques cavall · c1 blanques alfil · e1 blanques rei · h1 blanques torre | a8 blanques dama · f8 negres alfil · h8 negres torre · a7 negres peó · c7 negres peó · d7 negres rei · g7 negres peó · h7 negres peó · c6 negres cavall · d6 negres peó · e5 negres peó · c4 negres dama · e4 blanques peó · g4 negres alfil · c3 blanques peó · f3 blanques peó · a2 blanques peó · b2 blanques peó · d2 blanques peó · g2 blanques peó · h2 blanques peó · a1 blanques torre · b1 blanques cavall · c1 blanques alfil · e1 blanques rei · h1 blanques torre | a8 blanques dama · f8 negres alfil · h8 negres torre · a7 negres peó · c7 negres peó · d7 negres rei · g7 negres peó · h7 negres peó · c6 negres cavall · d6 negres peó · e5 negres peó · c4 negres dama · e4 blanques peó · g4 negres alfil · c3 blanques peó · f3 blanques peó · a2 blanques peó · b2 blanques peó · d2 blanques peó · g2 blanques peó · h2 blanques peó · a1 blanques torre · b1 blanques cavall · c1 blanques alfil · e1 blanques rei · h1 blanques torre | a8 blanques dama · f8 negres alfil · h8 negres torre · a7 negres peó · c7 negres peó · d7 negres rei · g7 negres peó · h7 negres peó · c6 negres cavall · d6 negres peó · e5 negres peó · c4 negres dama · e4 blanques peó · g4 negres alfil · c3 blanques peó · f3 blanques peó · a2 blanques peó · b2 blanques peó · d2 blanques peó · g2 blanques peó · h2 blanques peó · a1 blanques torre · b1 blanques cavall · c1 blanques alfil · e1 blanques rei · h1 blanques torre | a8 blanques dama · f8 negres alfil · h8 negres torre · a7 negres peó · c7 negres peó · d7 negres rei · g7 negres peó · h7 negres peó · c6 negres cavall · d6 negres peó · e5 negres peó · c4 negres dama · e4 blanques peó · g4 negres alfil · c3 blanques peó · f3 blanques peó · a2 blanques peó · b2 blanques peó · d2 blanques peó · g2 blanques peó · h2 blanques peó · a1 blanques torre · b1 blanques cavall · c1 blanques alfil · e1 blanques rei · h1 blanques torre | a8 blanques dama · f8 negres alfil · h8 negres torre · a7 negres peó · c7 negres peó · d7 negres rei · g7 negres peó · h7 negres peó · c6 negres cavall · d6 negres peó · e5 negres peó · c4 negres dama · e4 blanques peó · g4 negres alfil · c3 blanques peó · f3 blanques peó · a2 blanques peó · b2 blanques peó · d2 blanques peó · g2 blanques peó · h2 blanques peó · a1 blanques torre · b1 blanques cavall · c1 blanques alfil · e1 blanques rei · h1 blanques torre | a8 blanques dama · f8 negres alfil · h8 negres torre · a7 negres peó · c7 negres peó · d7 negres rei · g7 negres peó · h7 negres peó · c6 negres cavall · d6 negres peó · e5 negres peó · c4 negres dama · e4 blanques peó · g4 negres alfil · c3 blanques peó · f3 blanques peó · a2 blanques peó · b2 blanques peó · d2 blanques peó · g2 blanques peó · h2 blanques peó · a1 blanques torre · b1 blanques cavall · c1 blanques alfil · e1 blanques rei · h1 blanques torre | a8 blanques dama · f8 negres alfil · h8 negres torre · a7 negres peó · c7 negres peó · d7 negres rei · g7 negres peó · h7 negres peó · c6 negres cavall · d6 negres peó · e5 negres peó · c4 negres dama · e4 blanques peó · g4 negres alfil · c3 blanques peó · f3 blanques peó · a2 blanques peó · b2 blanques peó · d2 blanques peó · g2 blanques peó · h2 blanques peó · a1 blanques torre · b1 blanques cavall · c1 blanques alfil · e1 blanques rei · h1 blanques torre | 2 |
| 1 | a8 blanques dama · f8 negres alfil · h8 negres torre · a7 negres peó · c7 negres peó · d7 negres rei · g7 negres peó · h7 negres peó · c6 negres cavall · d6 negres peó · e5 negres peó · c4 negres dama · e4 blanques peó · g4 negres alfil · c3 blanques peó · f3 blanques peó · a2 blanques peó · b2 blanques peó · d2 blanques peó · g2 blanques peó · h2 blanques peó · a1 blanques torre · b1 blanques cavall · c1 blanques alfil · e1 blanques rei · h1 blanques torre | a8 blanques dama · f8 negres alfil · h8 negres torre · a7 negres peó · c7 negres peó · d7 negres rei · g7 negres peó · h7 negres peó · c6 negres cavall · d6 negres peó · e5 negres peó · c4 negres dama · e4 blanques peó · g4 negres alfil · c3 blanques peó · f3 blanques peó · a2 blanques peó · b2 blanques peó · d2 blanques peó · g2 blanques peó · h2 blanques peó · a1 blanques torre · b1 blanques cavall · c1 blanques alfil · e1 blanques rei · h1 blanques torre | a8 blanques dama · f8 negres alfil · h8 negres torre · a7 negres peó · c7 negres peó · d7 negres rei · g7 negres peó · h7 negres peó · c6 negres cavall · d6 negres peó · e5 negres peó · c4 negres dama · e4 blanques peó · g4 negres alfil · c3 blanques peó · f3 blanques peó · a2 blanques peó · b2 blanques peó · d2 blanques peó · g2 blanques peó · h2 blanques peó · a1 blanques torre · b1 blanques cavall · c1 blanques alfil · e1 blanques rei · h1 blanques torre | a8 blanques dama · f8 negres alfil · h8 negres torre · a7 negres peó · c7 negres peó · d7 negres rei · g7 negres peó · h7 negres peó · c6 negres cavall · d6 negres peó · e5 negres peó · c4 negres dama · e4 blanques peó · g4 negres alfil · c3 blanques peó · f3 blanques peó · a2 blanques peó · b2 blanques peó · d2 blanques peó · g2 blanques peó · h2 blanques peó · a1 blanques torre · b1 blanques cavall · c1 blanques alfil · e1 blanques rei · h1 blanques torre | a8 blanques dama · f8 negres alfil · h8 negres torre · a7 negres peó · c7 negres peó · d7 negres rei · g7 negres peó · h7 negres peó · c6 negres cavall · d6 negres peó · e5 negres peó · c4 negres dama · e4 blanques peó · g4 negres alfil · c3 blanques peó · f3 blanques peó · a2 blanques peó · b2 blanques peó · d2 blanques peó · g2 blanques peó · h2 blanques peó · a1 blanques torre · b1 blanques cavall · c1 blanques alfil · e1 blanques rei · h1 blanques torre | a8 blanques dama · f8 negres alfil · h8 negres torre · a7 negres peó · c7 negres peó · d7 negres rei · g7 negres peó · h7 negres peó · c6 negres cavall · d6 negres peó · e5 negres peó · c4 negres dama · e4 blanques peó · g4 negres alfil · c3 blanques peó · f3 blanques peó · a2 blanques peó · b2 blanques peó · d2 blanques peó · g2 blanques peó · h2 blanques peó · a1 blanques torre · b1 blanques cavall · c1 blanques alfil · e1 blanques rei · h1 blanques torre | a8 blanques dama · f8 negres alfil · h8 negres torre · a7 negres peó · c7 negres peó · d7 negres rei · g7 negres peó · h7 negres peó · c6 negres cavall · d6 negres peó · e5 negres peó · c4 negres dama · e4 blanques peó · g4 negres alfil · c3 blanques peó · f3 blanques peó · a2 blanques peó · b2 blanques peó · d2 blanques peó · g2 blanques peó · h2 blanques peó · a1 blanques torre · b1 blanques cavall · c1 blanques alfil · e1 blanques rei · h1 blanques torre | a8 blanques dama · f8 negres alfil · h8 negres torre · a7 negres peó · c7 negres peó · d7 negres rei · g7 negres peó · h7 negres peó · c6 negres cavall · d6 negres peó · e5 negres peó · c4 negres dama · e4 blanques peó · g4 negres alfil · c3 blanques peó · f3 blanques peó · a2 blanques peó · b2 blanques peó · d2 blanques peó · g2 blanques peó · h2 blanques peó · a1 blanques torre · b1 blanques cavall · c1 blanques alfil · e1 blanques rei · h1 blanques torre | 1 |
|   | a | b | c | d | e | f | g | h |   |

Rodzinski - Alekhin, París 1913:

1. e4 e5 2. Cf3 Cc6 3. Ac4 d6 4. c3 Ag4 5. Db3!?
5.d4, la línia principal, és millor.
5... Dd7 6. Cg5?!
6.Axf7+ Dxf7 7.Dxb7 Rd7 8.Dxa8 Axf3 9.gxf3 Dxf3 10.Tg1 Dxe4+ 11.Rd1 Df3+ 12.Re1 De4+ = (Alekhin), o 12...e4 13.Ca3 Ce5 14.Dxa7 Cd3+ 15.Rf1 = (Sozin).
6... Ch6 7. Cxf7 Cxf7 8. Axf7+ Dxf7 9. Dxb7 Rd7 10. Dxa8 Dc4 11. f3 (vegeu el diagrama) Axf3! 12. gxf3 Cd4 13. d3?
13.cxd4 Dxc1+ −/+
13... Dxd3 14. cxd4 Ae7 15. Dxh8 Ah4# 0–1